# 伊莉絲·莎特莉
伊莉絲·莎特莉（Inés Sastre；1973年11月21日—），西班牙的名模、演員。她曾是法国著名彩妆品牌兰蔻的Trésor香水代言人。伊莉絲在2006年跟Alexandro Corrias結婚並育有一子Diego，他們於2007年離婚。

## 外部鏈接
- 伊莉絲·莎特莉在互联网电影资料库（IMDb）上的資料（英文）